# SN 2005eu
SN 2005eu – supernowa typu Ia odkryta 4 października 2005 roku w galaktyce A022743+2810. W momencie odkrycia miała maksymalną jasność 17,60m.